# ジャズ航空
ジャズ航空（英語：Jazz Aviation）はカナダのコミューター航空会社。カナダ国内のほかアメリカ合衆国にも路線を持つなどカナダ最大のコミューター航空会社である。本部はノヴァスコシア州ハリファックスのハリファックス国際空港であるが、トロント・ピアソン国際空港、バンクーバー国際空港、モントリオール・ピエール・エリオット・トルドー国際空港、カルガリー国際空港などカナダの主要空港をハブとして運行している。
2011年より「エア・カナダ エクスプレス」名でエア・カナダのfeederとして運行している。

## 歴史
ジャズ航空は2001年に、エア・カナダがカナディアン航空を買収した直後に、エア・カナダのコミューター輸送を担当する子会社であるAir BC、Air Nova、Air Ontario、Canadian Regional Airlinesの4社が統合し、「エア・カナダ・リージョナル社」（Air Canada Regional Inc.）として創業。エア・カナダの親会社でもあるACE Aviation Holdingsの子会社であり、5,000人以上の従業員を抱えていた。その後合併作業の完了後2002年に「エア・カナダJazz」ブランドでの運行が開始された。
2006年2月エア・カナダは、トロント・シティーセンター空港を管理するCity Centre Aviation社がエア・カナダJazzに対してJazzが月極で利用している空港ターミナルの使用契約の更新をしないことを通達してきたと発表した。トロント市の港湾局が管轄外にもかかわらずこの問題に介入し空港利用の延長を認めるとしたものの、ターミナルに利用できるスペースがなかったためにエア・カナダJazzは翌月の2006年3月よりシティーセンター空港から撤退した。なおこのCity Centre Aviation社は、契約が打ち切られるまでにエア・カナダJazzが運航していたトロント/シティーセンター⇔オタワ線に2006年秋より就航予定だったポーター航空のグループ企業であり、実際に同路線は2006年秋よりポーター航空によって運航されている。その後エア・カナダJazzは同路線に2011年に復帰。
2006年よりエア・カナダ社の親会社であるACE Aviation Holdingsがエア・カナダJazzの株式すべてを売却したため、現在はジャズ航空（Jazz Aviation LP）という独立した企業となった。現在の親会社名はコーラス・アヴィエーション（Chorus Aviation）である。
2011年6月より、エア・カナダは「エア・カナダJazz」ブランドを廃止し、これまで「ジャズ」ブランドで運行していた路線を含む地域航空会社の路線は「エア・カナダ エクスプレス」ブランドに統一した。ジャズ航空は引き続き「エア・カナダ エクスプレス」名で運行を継続している。

## 就航都市

### カナダ国内
- ノヴァスコシア州

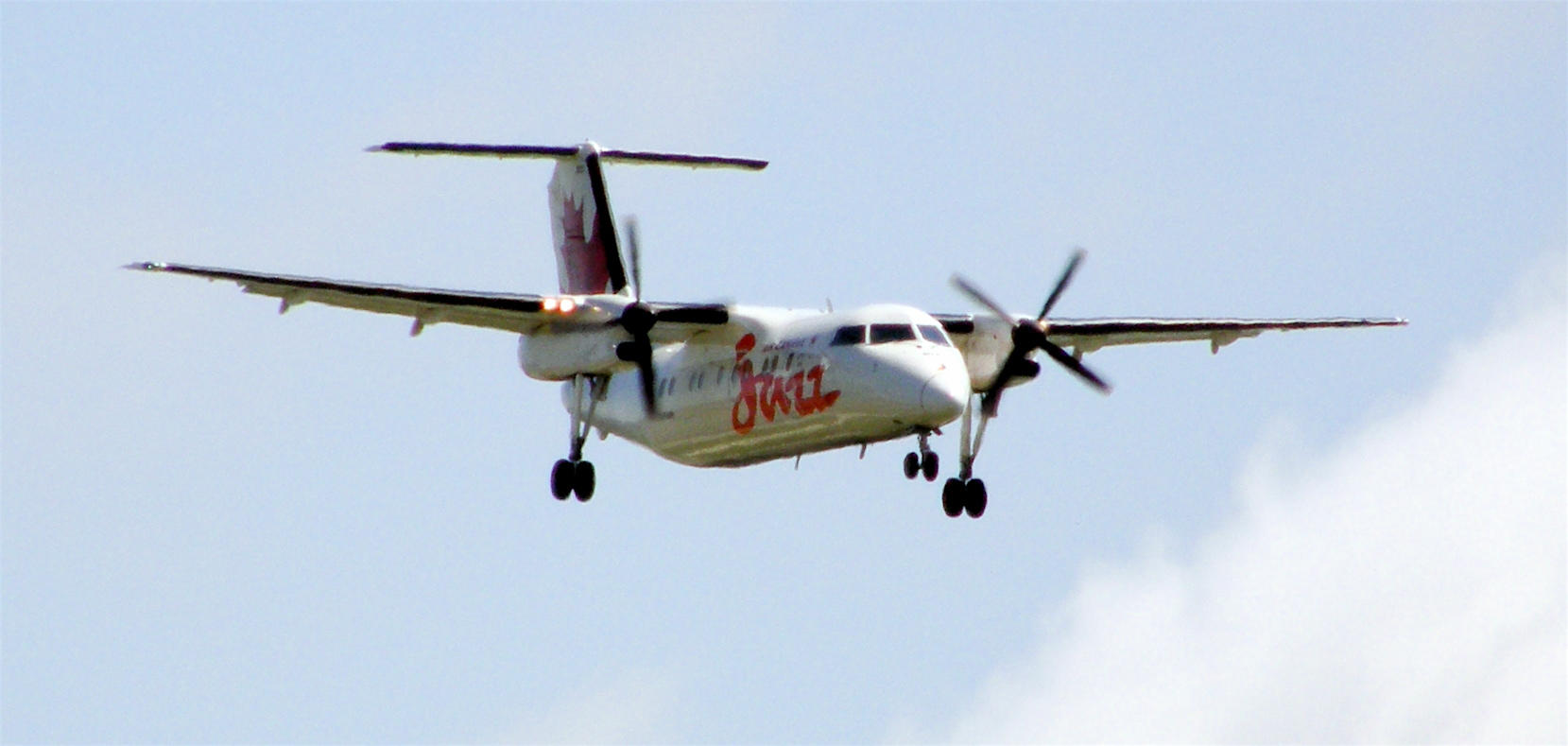
バンクーバー国際空港に着陸するエア・カナダJazz機

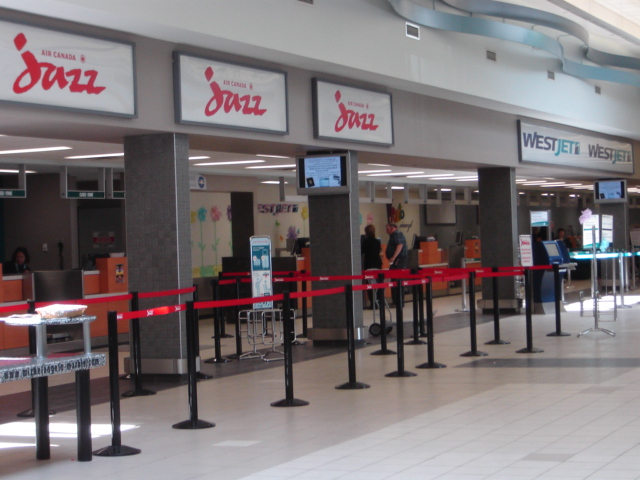
サスカトゥーン空港にかつてあったチェックインデスク

  - ハリファックス（ハリファックス国際空港）本部
  - シドニー
- ニューファンドランド・ラブラドール州
  - ディア・レイク
  - ガンダー
  - ハッピー・バレー・グース・ベイ
  - ワブッシュ
- プリンスエドワードアイランド州
  - シャーロットタウン
- ニューブランズウィック州
  - フレデリクトン
  - バサースト
  - セントジョン
  - モンクトン
- ケベック州
  - モントリオール（モントリオール・ピエール・エリオット・トルドー国際空港）ハブ空港
  - ケベックシティ
  - ガスペ
  - マドレーヌ
  - バゴットビル
  - ベイ・コモ
  - モンジョリ
  - ルエン・ノランダ
  - セチィル
  - バルドール
- オンタリオ州
  - トロント（トロント・ピアソン国際空港）ハブ空港
  - オタワ
  - スーセントマリー
  - サンダーベイ
  - サドバリー
  - ティミンズ
  - ウィンザー
  - キングストン
  - ロンドン
  - ノースベイ
  - サーニア
- マニトバ州
  - ウィニペグ
- サスカチュワン州
  - サスカトゥーン
  - レジャイナ
- アルバータ州
  - カルガリー（カルガリー国際空港）ハブ空港
  - エドモントン
  - フォートマクマレー
  - グラン プレイリー
  - レスブリッジ
- ブリティッシュコロンビア州
  - バンクーバー（バンクーバー国際空港）ハブ空港
  - ビクトリア
  - カムループス
  - ケロウナ
  - ナナイモ
  - プリンスルパート
  - クランブルック
  - キャッスルガー
  - コモックス
  - フォートセントジョン
  - ペンティクトン
  - プリンスジョージ
  - サンドスピット
  - スミサーズ
  - テラス
- ノースウエスト準州
  - イエローナイフ
- ユーコン準州
  - ホワイトホース

### アメリカ合衆国
- マサチューセッツ州
  - ボストン
- コネチカット州
  - ハートフォード
- ニューヨーク州
  - ニューヨーク（ラガーディア/ニューアーク）
- ペンシルベニア州
  - ピッツバーグ
  - フィラデルフィア
- メリーランド州
  - ボルティモア
- バージニア州
  - リッチモンド
- ノースカロライナ州
  - シャーロット
  - ローリー
- テネシー州
  - ナッシュビル
- ジョージア州
  - アトランタ
- オハイオ州
  - デイトン
  - クリーブランド
  - コロンバス
- ミシガン州
  - デトロイト
  - グランドラピッズ
- イリノイ州
  - シカゴ
- インディアナ州
  - インディアナポリス
- ウィスコンシン州
  - ミルウォーキー
- ミネソタ州
  - ミネアポリス/セントポール
- ミズーリ州
  - カンザスシティ
  - セントルイス
- テキサス州
  - ヒューストン
  - オースティン
- ワシントン州
  - シアトル
- オレゴン州
  - ポートランド
- カリフォルニア州
  - ロサンゼルス
  - サンディエゴ
  - サクラメント